# 復讐の炎は地獄のように我が心に燃え
「復讐の炎は地獄のように我が心に燃え」（ふくしゅうのほのおはじごくのようにわがこころにもえ、ドイツ語: Der Hölle Rache kocht in meinem Herzen）は、モーツァルト作曲の歌劇『魔笛』第2幕で夜の女王（ソプラノ）によって歌われるアリア。コロラトゥーラによる超絶技巧が駆使されることで知られている。
夜の女王のアリアは劇中に2曲あるが、単に「夜の女王のアリア」といった場合は2曲目に位置するこの「復讐の炎は……」を指すのが一般的である。

## 概要
夜の女王が娘パミーナにナイフを渡して、宿敵ザラストロを殺害するように命じる場面で歌われる。歌詞の内容も、パミーナがザラストロの殺害を断わるようなら、もはや娘ではないと宣言するほどの、復讐心の苛烈さを歌ったものである。
ニ短調で書かれ、フルート、オーボエ、ファゴット、ホルン、トランペット、ティンパニそして弦楽合奏で伴奏される。『魔笛』全体で使われる楽器のうちで、トロンボーン、クラリネット以外のすべての楽器が使用されることになり、夜の女王の1番目のアリアよりも多くの種類の楽器が演奏される。

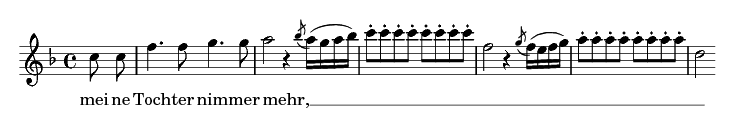
コロラトゥーラメロディーの出だしの楽譜

オペラでも稀な高音を使用するため、歌うことが難しいことでも知られる。一点ヘ（F4）から高音の三点ヘ（F6）まで、2オクターブにおよぶ声域を歌いこなす必要がある。テッシトゥーラは一点ロ（B4）から二点ロ（B5）の高音で構成される。このアリアの高音を出す場所のように、高い音域での装飾的、技巧的な歌唱様式はコロラトゥーラと呼ばれ、歌唱にはこの高音を出す天性の資質に、その高音を自由自在に使いこなす技術が求められる。

## 歌詞
歌詞はエマヌエル・シカネーダーによってドイツ語で書かれた。
ドイツ語 (原文)
Der Hölle Rache kocht in meinem Herzen,

Tod und Verzweiflung flammet um mich her!

Fühlt nicht durch dich Sarastro Todesschmerzen,

So bist du meine Tochter nimmermehr.

Verstossen sei auf ewig,

Verlassen sei auf ewig,

Zertrümmert sei'n auf ewig

Alle Bande der Natur.

Wenn nicht durch dich Sarastro wird erblassen!

Hört, Rachegötter, hört der Mutter Schwur!
日本語
地獄の復讐がわが心に煮え繰りかえる

死と絶望がわが身を焼き尽くす!

お前がザラストロに死の苦しみを与えないならば、

そう、お前はもはや私の娘ではない。

勘当されるのだ、永遠に、

永遠に捨てられ、

永遠に忘れ去られる、

血肉を分けたすべての絆が。

もしもザラストロが蒼白にならないなら!

聞け、復讐の神々よ、母の呪いを聞け!

## 歌い手
『魔笛』初演の夜の女王役は、モーツァルトの妻コンスタンツェ・モーツァルトの姉ヨゼーファ・ホーファーであり、彼女が33歳のときだった。ホーファーは非常な高域の声を出せ、モーツァルトも彼女の声域を知っていた。このアリアはホーファーの声の魅力を最大限に引き出すために作られたことが知られている。
近年においては数多くの著名なコロラトゥーラ・ソプラノによって歌われている。また、エッダ・モーザーによって歌われたものがボイジャー1号に搭載されたレコードに含まれている。
コロラトゥーラ・ソプラノの技巧を示すための高音域を含むので、男性では通常歌えないが、変声期前のボーイソプラノ歌手による録音も残されている。